# میچلنبرگ هایتس (ویرجینیای غربی)
میچلنبرگ هایتس (به انگلیسی: Mechlenberg Heights) یک منطقهٔ مسکونی در ایالات متحده آمریکا است که در شهرستان جفرسون، ویرجینیای غربی واقع شده‌است.